# Václav Suchý (farmaceut)
Václav Suchý (* 19. července 1936 Tuchoměřice) je český farmaceut a vysokoškolský učitel, v letech 2000 až 2006 rektor Veterinární a farmaceutické univerzity Brno (VETUNI).

## Život
Narodil se v červenci 1936 v Tuchoměřicích. V roce 1959 absolvoval studium farmacie na Farmaceutické fakultě Masarykovy univerzity. V roce 1961 začal působit na Katedře farmakognózie a botaniky na Univerzitě Komenského v Bratislavě, konkrétně na její Farmaceutické fakultě. V roce 1966 byl jmenován doktorem přírodních věd, v roce 1969 doktorem věd, v roce 1978 se habilitoval. V roce 1993 začal působit na Ústavu přírodních léčiv Farmaceutické fakulty Veterinární a farmaceutické univerzity Brno, jehož se poté stal přednostou, přičemž na fakultě navíc vykonával ve dvou po sobě jdoucích volebních obdobích v letech 1994 až 2000 funkci děkana.
V roce 1995 byl jmenován profesorem farmakognozie a v roce 2000 se stal rektorem Veterinární univerzity Brno, když ve funkci vystřídal Stanislava Zimu. V roce 2003 se ujal funkce rektora univerzity i pro druhé funkční období, které skončilo v roce 2006, kdy jej ve funkci vystřídal Vladimír Večerek. V roce 2006 mu byl udělen čestný doktorát na Univerzitě veterinárního lékařství a farmacie v Košicích.
V roce 2016 byla Suchému udělena čestná medaile České farmaceutické společnosti, v lednu 2023 mu byla udělena Cena města Brna za rok 2022. V roce 2024 mu byla dále udělena stříbrná medaile Masarykovy univerzity. V únoru 2025 byl jmenován historicky prvním emeritním profesorem Farmaceutické fakulty Masarykovy univerzity.
Václav Suchý se během své kariéry stal členem Slovenské farmaceutické společnosti, České chemické společnosti, České biotechnologické společnosti, či České farmaceutické společnosti České lékařské společnosti Jana Evangelisty Purkyně. Kromě toho byl členem různých vědeckých rad a oborových komisí, mj. na Ministerstvu zdravotnictví Slovenské republiky, Ministerstvu zdravotnictví České republiky a na Ministerstvu školství, mládeže a tělovýchovy České republiky (kde působil jako předseda pracovní skupiny pro farmacii).